# L'Odissea della donna
L'Odissea della donna è un'opera artistico-letteraria di Tullo Massarani pubblicata in edizione limitata (trecento esemplari) e suddivisa in due parti: serie antica e serie moderna, entrambe commentate con note dell'autore.
La prima serie contiene disegni originali e liriche. Le trascrizioni in penna sono di Colombi Borde e le eliotipie dello Stabilimento Calzolari e Ferrario.
In quest'opera Massarani analizza la storia dell'umanità attraverso la storia della donna nei suoi tre caratteri: cioè quelli di figlia, sposa e madre. In questo senso, è perciò dedicata dall'autore alle donne italiane ed a totale profitto degli Istituti di beneficenza e dell'Associazione Italiana della Croce Rossa.

## Liriche
Serie antica
Le liriche composte da Massarani nella serie antica sono:
- "Sul Sacro Gange"
- "Nigra sed formosa"
- "Nell'isola delle sirene"
- "Le vertigini Crotoniati"
- "In Roma patrizia"
- "L'alba del Signore"
- "Irene imperatrice"
- "Un giudizio di Dio"
- "Tedii da castellana"
- "La favorita del Califfo"
- "Está encendido"
- "Notti veneziane"

Serie moderna
Quelle della serie moderna sono:
- "Fra Gluck e Robespierre"
- "Vita per vita"
- "A fortuna di mare"
- "Passera campagnuola"
- "In convento"
- "Pro patria"
- "Fiorellino d'alpe"
- "Sul freddo lastrico"
- "Letizia in povertà'"
- "Dove Po irrompe"
- "Gioire? Morire?"